# Manuel Lerat
Manuel Lerat est un footballeur professionnel français né le 21 août 1964 à Tours. Il évoluait au poste d'attaquant.
Il a disputé 153 matchs dans le championnat de France de Division 2 et 11 matchs en Division 1.